# Ахмад-шах Дуррани
Ахма́д-ша́х Дуррани́ (пушту احمد شاه دراني‎‎), также известен как Ахма́д-ша́х Абдали́ (пушту احمد شاه ابدالي‎; 1722, Герат — 16 октября 1772, Кандагар) — основатель Дурранийской империи, которая является началом современного Афганистана. После убийства Надир-шаха Афшара стал эмиром Хорасана, а позже основателем и правителем собственной империи. Афганцы часто называют его баба́ («отец»).

## Биография
Ахмад-хан (позднее Ахмад-шах) родился в Мултане, Пенджаб, современный Пакистан. Происходил из рода алакозайев пуштунского племени абдали (позднее дуррани), являясь вторым сыном Мухаммада Заман-хана, главным из клана Абдали. В 1738 году был взят на службу к иранскому Надир-шаху Афшару. Участвуя в походах Надир-Шаха, проявил себя талантливым военачальником и стал одним из его полководцев. После смерти Надир-Шаха в 1747 году Ахмад-шах Дуррани возглавил афганские части иранской армии и увёл их в Афганистан. В том же году был провозглашён шахом Афганистана.
В октябре 1747 года он короновался в Кандагаре. Главы дуррани, кызылбашей, белуджей и хазарейцев также присутствовали на коронации.
Ахмад-шах объединил под своей властью все афганские племена, ханов которых привлекал на свою сторону щедрыми субсидиями, земельными дарениями и назначениями на важные государственные посты. Совершил несколько походов в Индию, Иран, Южный Туркестан, завоевал в 1748—1751 годах Пенджаб, в 1752 году Кашмир, в 1757 году Сирхинд и Синд, в 1750 — Белуджистан, в 1754 — Сейстан, в том же 1754 году — Хорасан и в 1752 году — Балх.
В 1761 году нанёс сокрушительное поражение в битве при Панипате маратхскому войску во время афгано-маратхской войны (1758—1761). В последние годы жизни вёл малоуспешные войны с сикхами.
Во время правления Ахмад-шаха Дуррани устанавливаются первые дружественные контакты между Россией и Афганистаном путём отправки русским правительством в 1764 году миссии Богдана Асланова в Афганистан для заключения с Ахмад-шахом договора о взаимной дружбе.

## Галерея

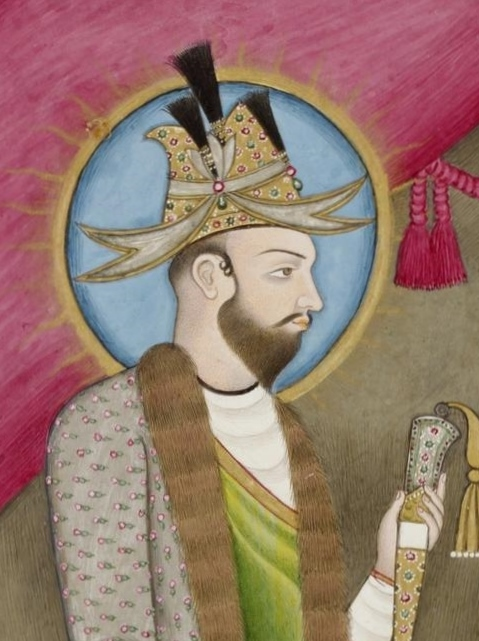
Картина XIX века, изображающая императора Афганистана Ахмад-шаха Дуррани
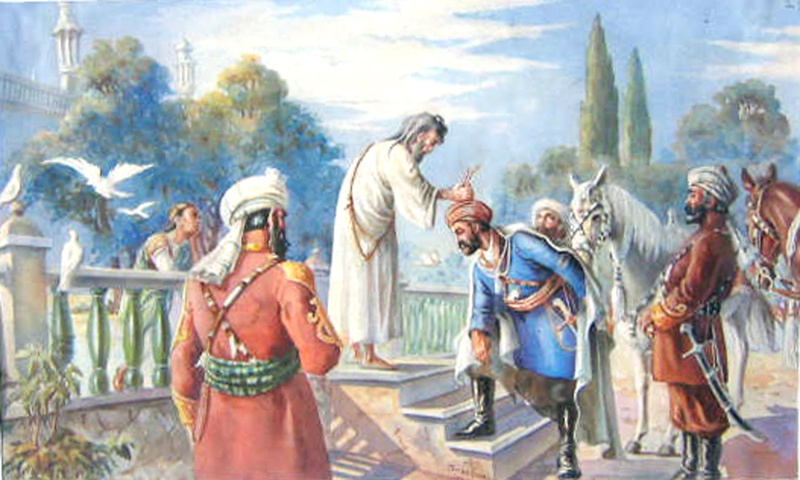
Коронование Ахмад-шаха Дуррани
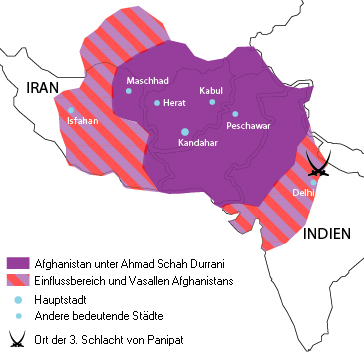
Афганистан и зависимые от него территории при Ахмад-шахе Дуррани
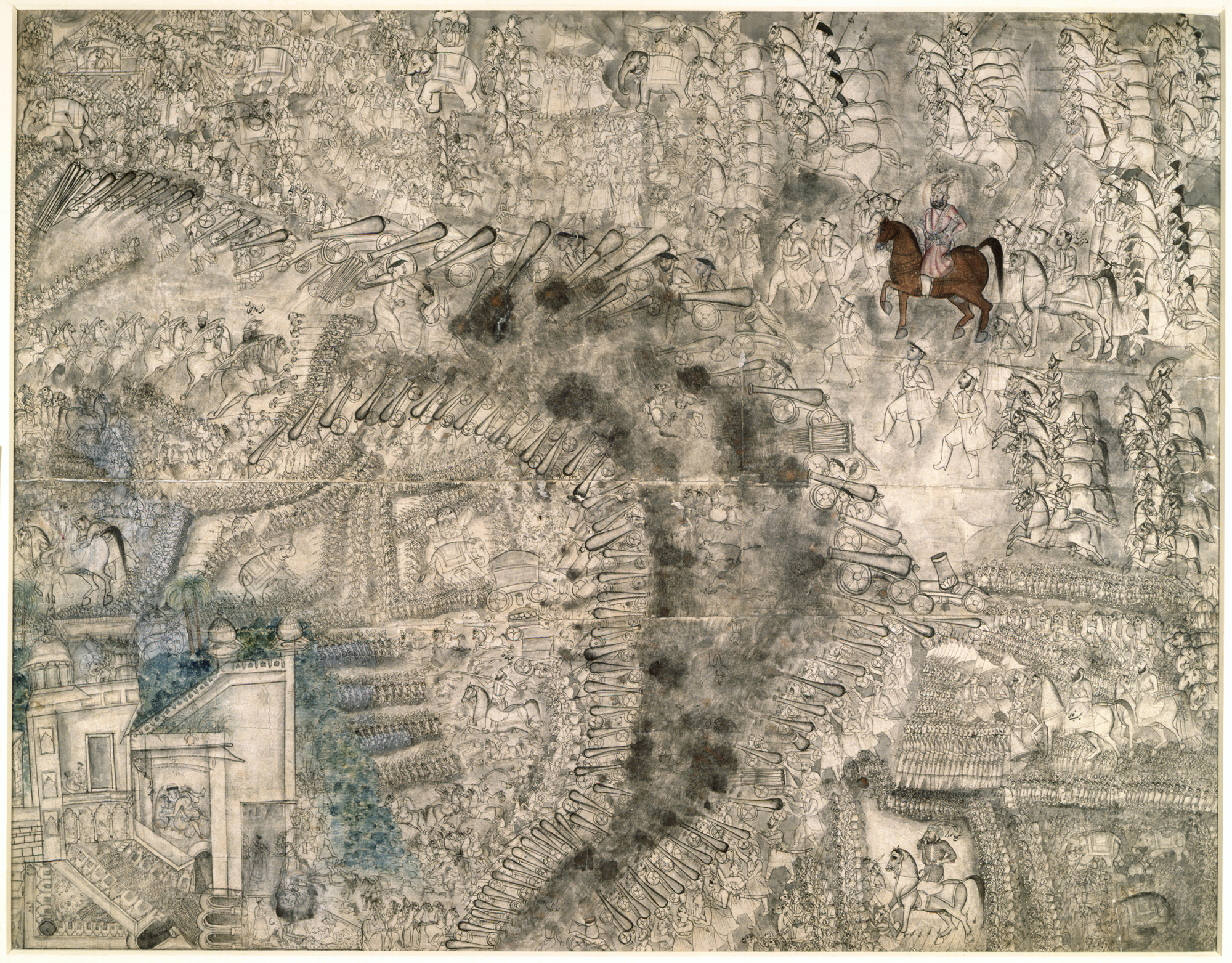
Дуррани, сидящий на коричневом коне во время битвы при Панипате в Северной Индии в 1761 году
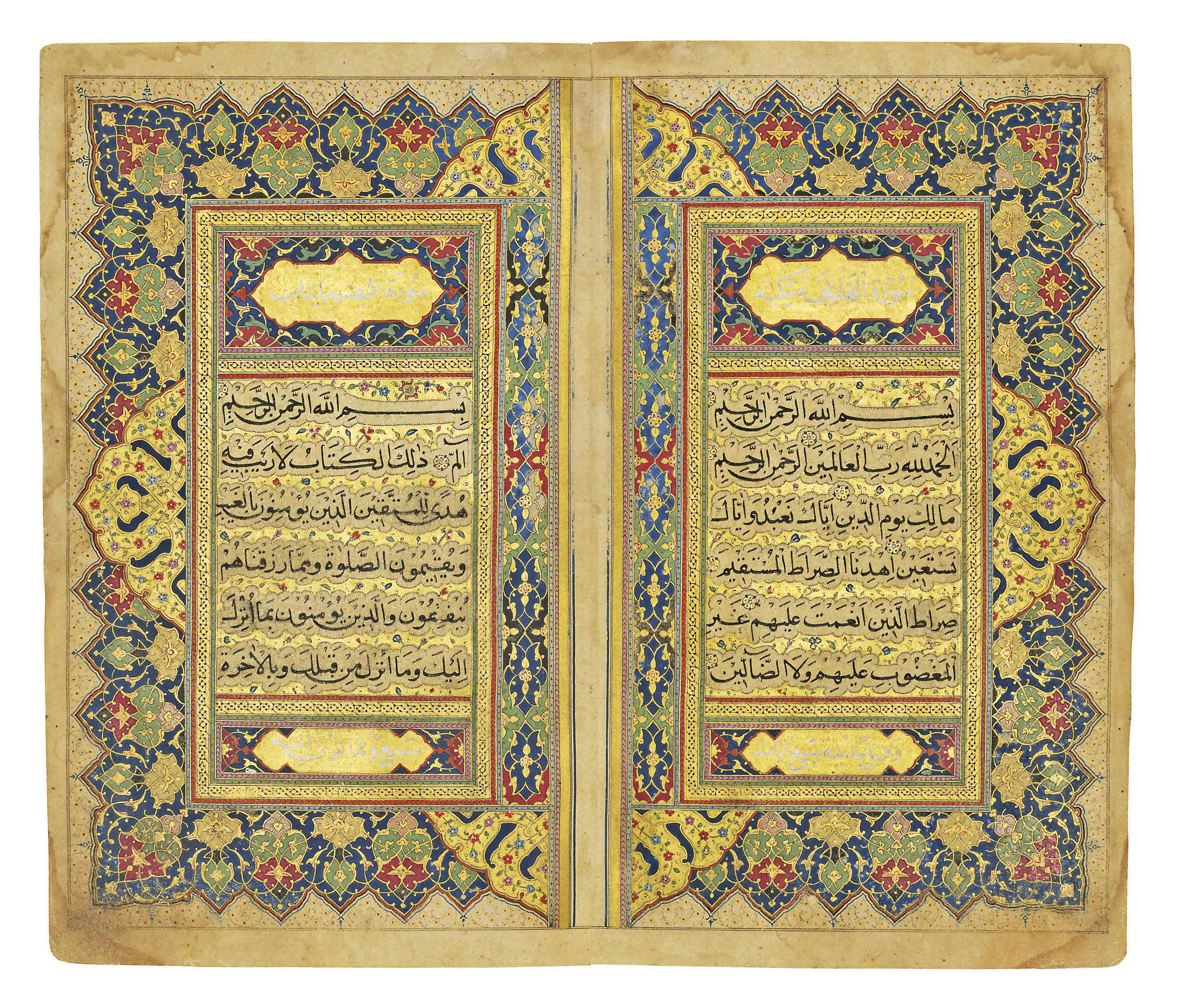
Коран, посвящённый Ахмад-шаху Дуррани, датированный 14 мая 1754 года нашей эры
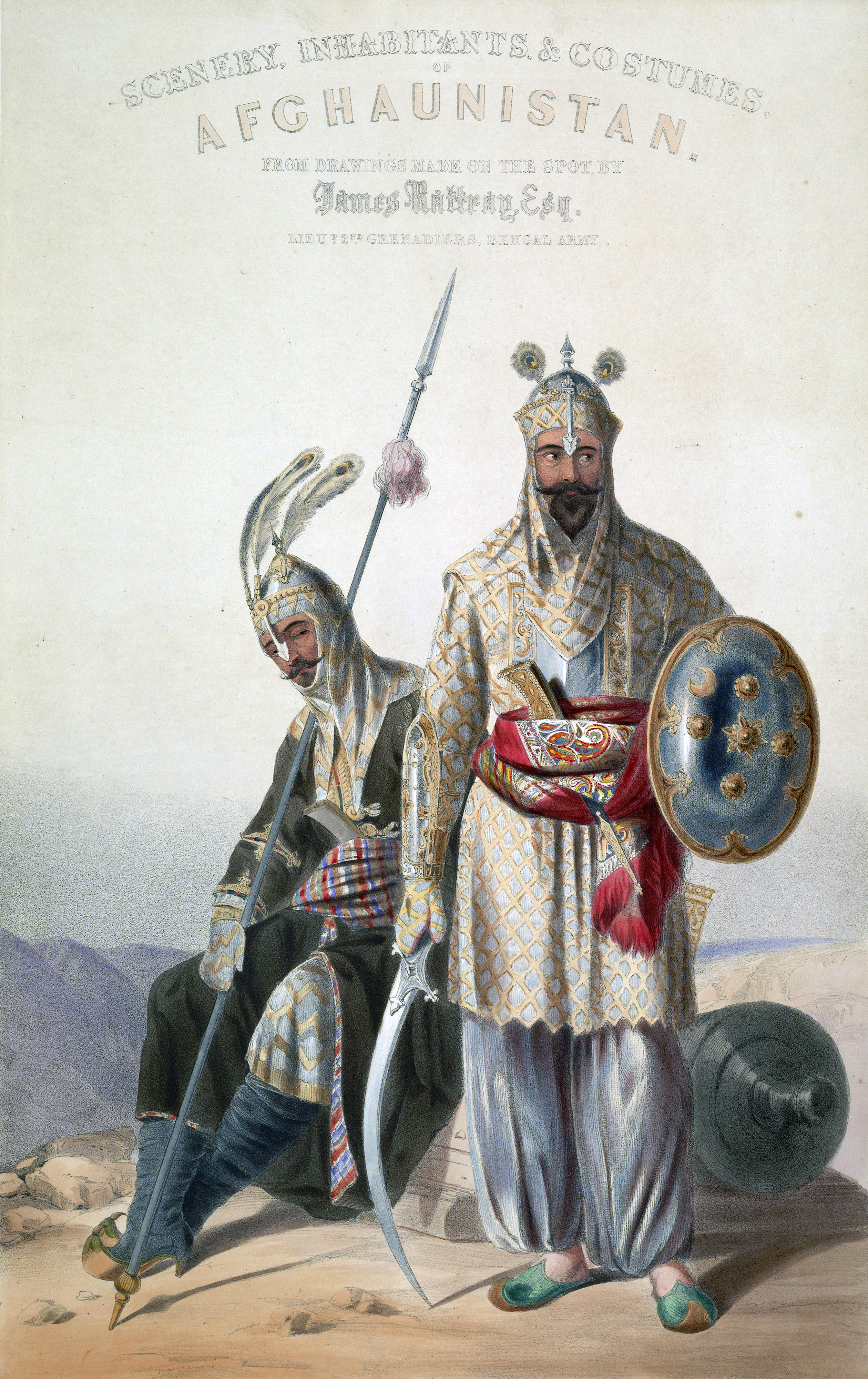
Дурранийские вожди, 1847